# Полярна орбіта
Полярна орбіта — орбіта, що має нахил орбіти до площини екватора 90°. Полярні орбіти належать до кеплерівських орбіт.
Полярні орбіти можуть бути синхронними і квазісинхронними.

## Види полярних орбіт

### Полярна синхронна орбіта
Визначення періоду T для полярних синхронних орбіт здійснюється при δ=0 за формулою: T=2πk / Nk·ωЗ, де:
T — період орбіти

π — число Пі

k — кратність орбіти

Nk — порядок орбіти космічного апарата

ωЗ — кутова швидкість обертання Землі

δ — кутове зміщення траси
Для орбіт, з періодом обертання кратному добі, маємо наступну формулу розрахунку: T=2π / nс·ωЗ, де nс — число діб.
Період T і висота колових полярних синхронних орбіт добової кратності для деякого nс наведено в таблиці. При цьому h=r-R, де:
h — висота орбіти в перигеї

r — радіус колової орбіти космічного апарата

R — середній радіус Землі
| № п/п | nс | T, хв  | h, хв   |
| ----- | -- | ------ | ------- |
| 1     | 16 | 89,75  | 272,45  |
| 2     | 15 | 95,73  | 564,40  |
| 3     | 14 | 102,57 | 890,70  |
| 4     | 13 | 110,46 | 1258,33 |
| 5     | 12 | 119,67 | 1676,34 |

### Полярна квазісинхронна орбіта
Період полярних квазісинхронних орбіт при |δ|=d визначається за формулою: T=2πk-δ / Nk·ωЗ.
А для орбіт добової кратності за формулою: T=2πk-δ / nс·ωЗ